# Óscar González Yáñez
Óscar González Yáñez (Ciudad de México, 6 de octubre de 1964) es un político mexicano, miembro del Partido del Trabajo. En 2017 fue candidato a gobernador del Estado de México en las elecciones estatales del Estado de México de 2017, pero declinó a favor de la candidata de Morena, Delfina Gómez Álvarez. Entre 2018 y 2021 sirvió como diputado federal. Desde septiembre de 2024 es diputado por representación proporcional en el Congreso del Estado de México.
Hasta abril de 2024, fungía como Comisionado Político Nacional del Partido del Trabajo en el Estado de México, siendo sustituido por la Dirigencia Nacional del cargo, así como de la Representación del Partido ante el Instituto Electoral del Estado de México.

## Biografía
Nació en la Ciudad de México, antiguo Distrito Federal, en México, el 6 de octubre de 1964.
Realizó sus estudios universitarios en la UNAM donde obtiene la Licenciatura en Economía.
Desde muy joven participó en movimientos sociales y forma parte de las agrupaciones que se reúnen para formar el Partido del Trabajo.

## Trayectoria partidista
Es cofundador del Partido del Trabajo en el año de 1990.
El Partido del Trabajo nace a partir de la coordinación de diversas organizaciones sociales como el Comité de Defensa Popular de Chihuahua y el de Durango, el Frente Popular de Lucha de Zacatecas, el Frente Popular "Tierra y Libertad" de Monterrey, la Unión Nacional de Trabajadores Agrícolas, la Coordinadora Nacional "Plan de Ayala" y el Movimiento Magisterial Independiente.
El día 8 de diciembre de 1990 en el Auditorio del Plan Sexenal en la Ciudad de México, se lleva a cabo la asamblea constitutiva del partido.
Desempeñó múltiples responsabilidades dentro del partido principalmente en las áreas de Promoción Política y afiliación ya que el partido requería militancia para obtener el registro.
Es presidente fundador y miembro de la dirigencia colectiva del Partido del Trabajo en el Estado de México.
Actualmente es miembro de la dirigencia nacional colectiva.

## Trayectoria política
Desde la universidad participa en movimientos sociales y políticos, con una postura de izquierda maoísta. Al fundar el Partido del Trabajo inicia su vida política nacional.

### Candidato a gobernador del Estado de México
En las elecciones estatales del Estado de México de 2017 se presentó como candidato por el Partido Partido del Trabajo se presentaron varias irregularidades durante el proceso y a petición del líder nacional de MORENA, Andrés Manuel López Obrador, El 26 de mayo anunció su declinación hacia Delfina Gómez Álvarez, de Morena.

### 1994
Las elecciones de 1994 se llevaron a cabo en un ambiente político tenso tras el alzamiento del Ejército Zapatista de Liberación Nacional el 1 de enero de ese año y el asesinato del candidato del PRI a la presidencia Luis Donaldo Colosio el 23 de marzo en Tijuana.
Cecilia Soto fue la primera candidata a la presidencia del Partido del Trabajo. Oscar Gónzalez se desempeñó como coordinador de campaña, siendo ésta la primera campaña nacional del partido y la primera donde se llevaron a cabo debates.
La campaña se perdió pero se obtuvo el registro definitivo del partido.
Posteriormente, ocupó un escaño como diputado Federal de la LVI Legislatura

### COCOPA
Fue integrante activo de la COCOPA Comisión de Concordia y Pacificación en Chiapas.
Como resultado de los Acuerdos de San Andrés, firmados por el EZLN y el gobierno de México entonces encabezado por Carlos Salinas de Gortari y a cargo de las negociaciones Manuel Camacho Solís, de los para reconocer constitucionalmente derechos a los pueblos indios del país, a la COCOPA se le encomendó redactar una propuesta de reforma constitucional que recogiera los principales consensos establecidos en los Acuerdos de San Andrés. 
La COCOPA presentó a las partes su iniciativa en noviembre de 1996, el EZLN aceptó la propuesta; el gobierno, encabezado e ese momento por Ernesto Zedillo Ponce de León, aunque en un principio la aceptó, no tardó en plantear modificaciones que cambiaban de manera sustantiva la propuesta de la COCOPA. El diálogo se rompió, y sigue así hasta este momento.

### Trabajo Legislativo
Se desempeñó como diputado local de la LIV Legislatura, coordinando la fracción del PT. 
Se ha desempeñado también como diputado federal de la LIX Legislatura. Siendo su hermano, Alejandro González Yáñez el coordinador del Grupo Parlamentario del PT.
Presentó propuestas progresistas como el cobro sin redondeo para celulares.
Fue diputado de representación proporcional en la Diputado Local en el Congreso del Estado de México

### Trabajo en gobiernos locales
Fungió como presidente municipal de Metepec, Estado de México, durante el periodo 2006-2009, siendo electo por una coalición PRD-PT.
Se inició el proceso para declarar a Metepec Pueblo Mágico. Se cerró de manera definitiva el tiradero municipal, conocido como socavón que por décadas fue un foco de contaminación de residuos sólidos urbanos.

## Familia
Alejandro González Yáñez es su hermano mayor, también nacido en la Ciudad de México, y también es diputado del Partido del Trabajo.